# Votice
Votice település Csehországban, a Benešovi járásban. Votice Vojkov, Olbramovice, Heřmaničky, Bystřice, Neustupov, Smilkov, Vrchotovy Janovice és Jankov településekkel határos. Lakosainak száma 4688 fő (2024. január 1.).

## Népesség
A település lakosságának változását az alábbi diagram mutatja:
| Lakosok száma | 4816 | 4198 | 4141 | 3578 | 4558 | 4552 | 4574 | 4587 | 4371 | 4688 |
|               | 1869 | 1900 | 1921 | 1961 | 1980 | 2011 | 2016 | 2019 | 2021 | 2024 |